# Bockenrod (Reichelsheim)

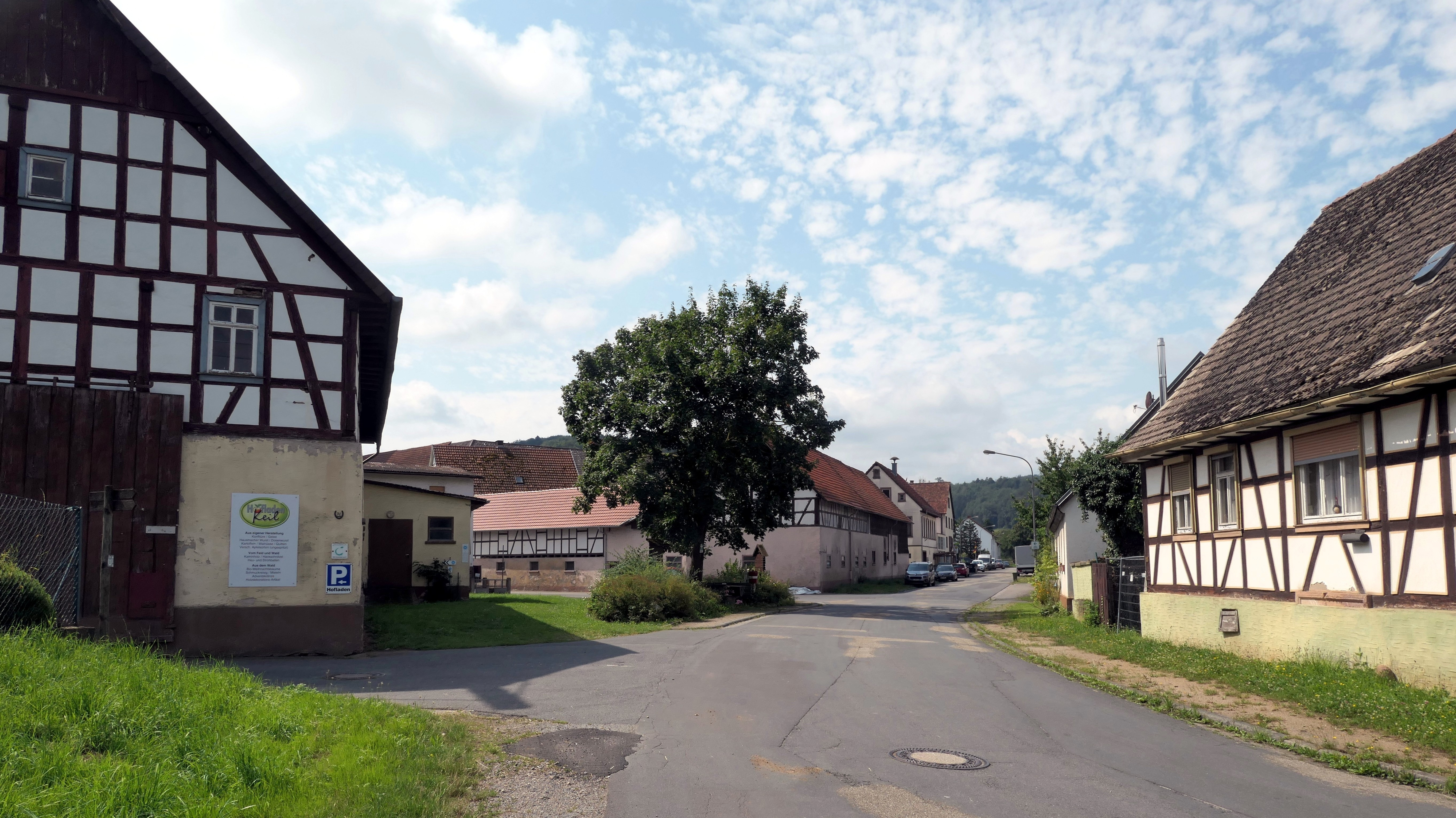
Bockenrod, Ortsmitte (2024)

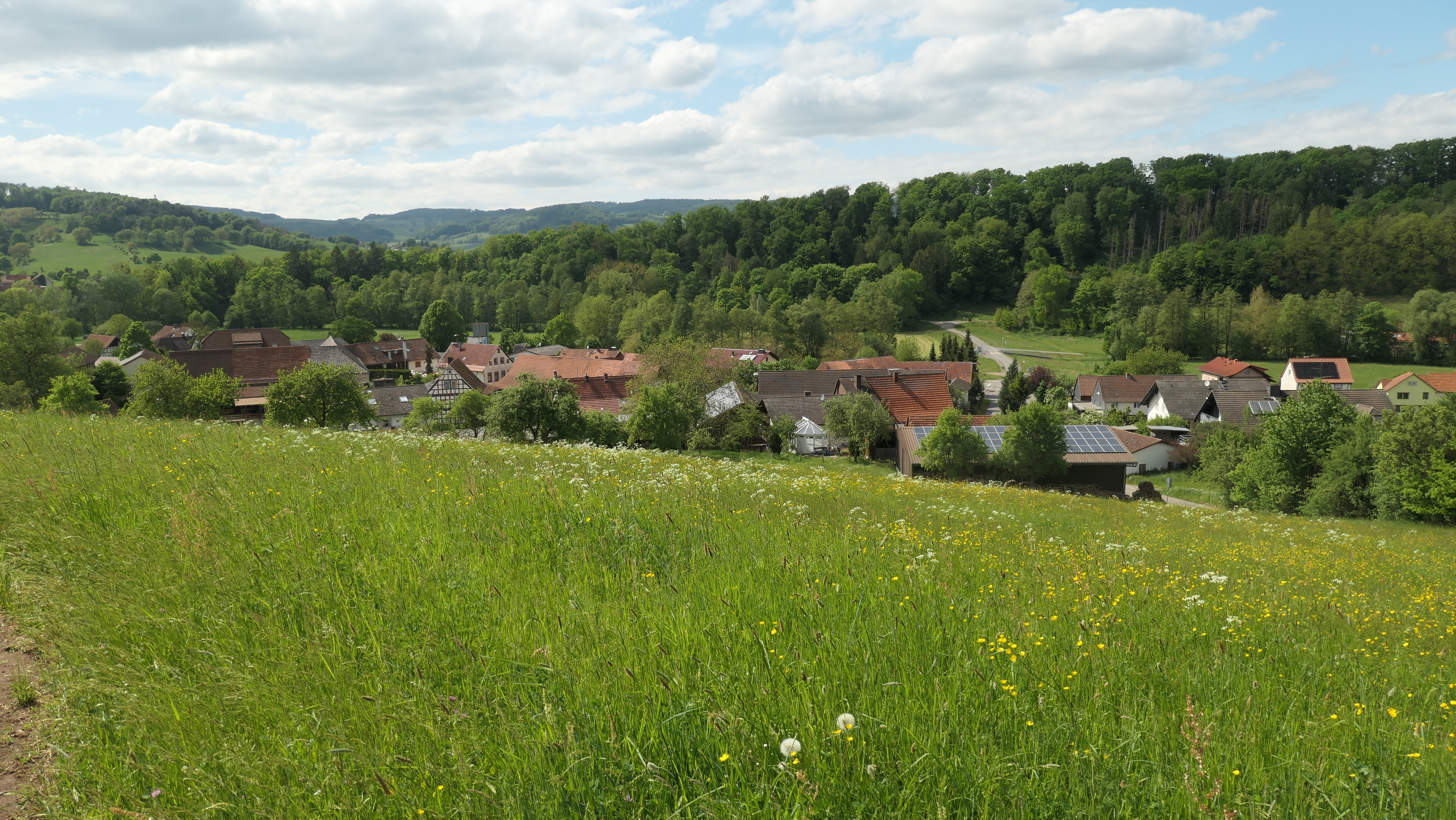
Blick von Osten auf Bockenrod (2025)

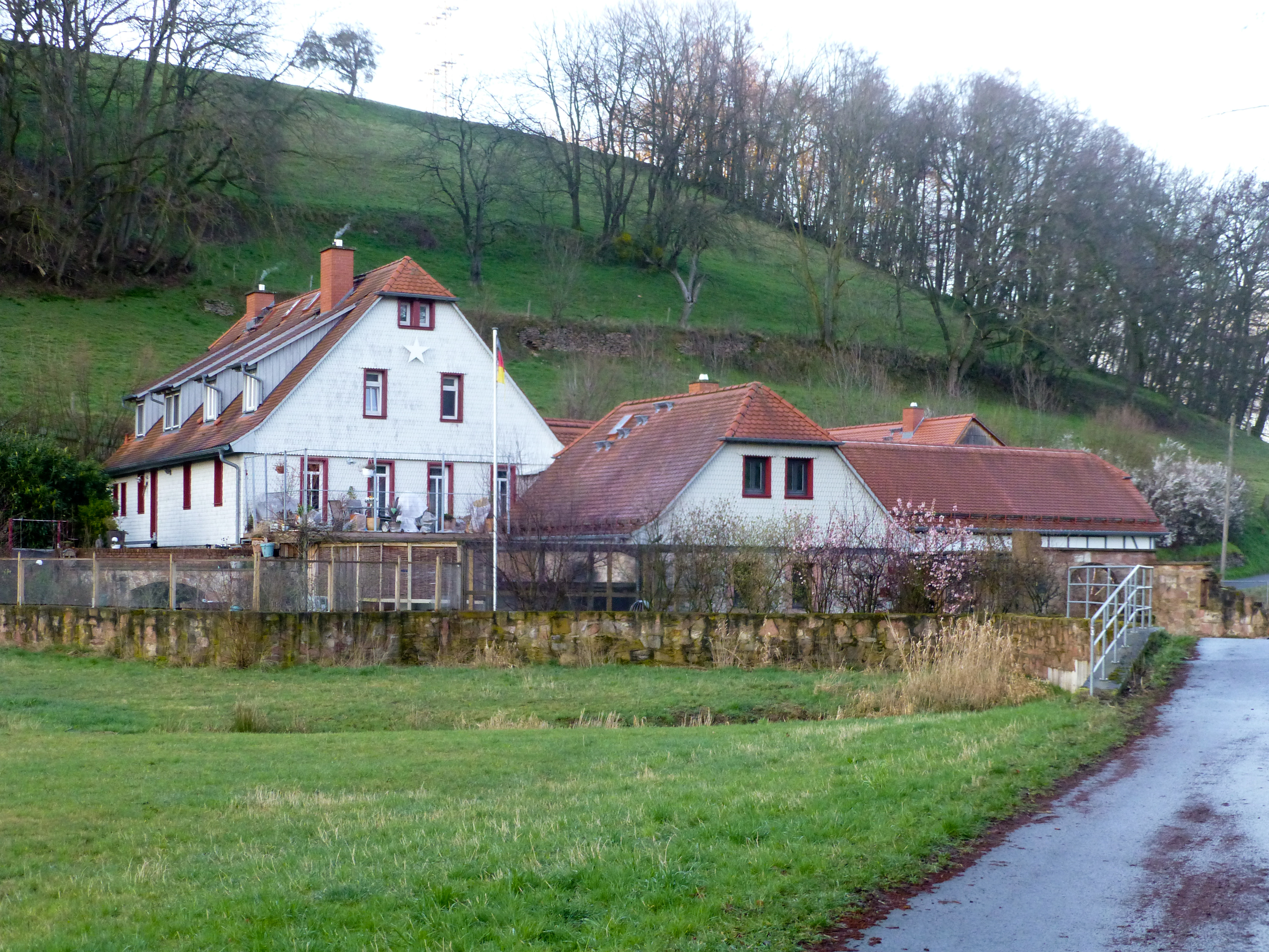
Bockenröder Mühle (2020)

Bockenrod ist ein Ortsteil der Gemeinde Reichelsheim (Odenwald) im südhessischen Odenwaldkreis.

## Geographie
Das geschlossene Dorf Bockenrod mit einseitiger Tallage liegt im Buntsandsteingebiet des Odenwaldes im oberen Ende des Gersprenztals, ca. 8,5 km 11,5 km nordwestlich von Erbach und ein Kilometer östlich der Kerngemeinde Reichelsheims. Der Ort liegt innerhalb des Geo-Naturpark Bergstraße-Odenwald. Östlich der der Ortslage vereinigen sich die Quellbäche Mergbach und Osterbach zur Gersprenz.
Der Ortsteil Bockenrod besteht aus der 202,8 Hektar umfassenden Gemarkung Bockenrod. In der Gemarkung liegt der Siedlungsplatz Bockenröder Mühle.
An den Ortsteil Bockenrod grenzen, von Norden beginnend, im Uhrzeigersinn, die Reichelsheimer Ortsteile Beerfurth, Unter-Ostern, Frohnhofen und die Kerngemeinde. Am nordwestlichen Ortsrand verlaufen die Bundesstraßen 38 und 47 die hier eine gemeinsamen Trasse nutzen. Diese kommen in nördlicher Richtung aus Beerfelden und verlaufen dann weiter in die Kerngemeinde Reichelsheim.

## Geschichte

### Ortsgeschichte
Die älteste bekannte schriftliche Erwähnung von Bockenrod erfolgte unter dem Namen Bockerode  im Jahr 1324.
In den historischen Dokumenten ist der Ort unter folgenden Ortsnamen belegt (in Klammern das Jahr der Erwähnung): Bockerode (1324),  Buckenrode (1357), Bockenrade (1431), Buckerode (1438) und Bockenrode (1443).
Bockenrod gehörte zum Amt Reichenberg der Grafschaft Erbach, die 1806 zum Großherzogtum Hessen kam. Ab 1822 gehörte Bockenrod zum Landratsbezirk Erbach, ab 1852 zum Kreis Lindenfels, ab 1874 zum Kreis Erbach (ab 1939: „Landkreis Erbach“), der – mit leichten Grenzberichtigungen – seit 1972 Odenwaldkreis heißt. Nach Auflösung des Amtes Erbach 1822 nahm die erstinstanzliche Rechtsprechung für Bockenrod das Landgericht Michelstadt wahr, ab 1853 das Landgericht Fürth und ab 1879 das Amtsgericht Fürth.
1884 wurde in Bockenrod ein Schulhaus gebaut, das 8.864,24 Mark kostete. Am Montag, dem 4. Mai 1885, begann der Unterricht mit 51 Schülern. Zuvor waren die Schüler zur Schule in Reichelsheim geschickt worden. Der aus Worms stammende Lehrer Heinrich Hallein hielt in Bockenrod fast 40 Jahre den Schulunterricht und wohnte in dem Schulgebäude. Am 1. Juni 1924 wurde der Lehrer Heinrich Hallein pensioniert und starb am 7. Januar 1929. Am 20. März 1940 wurde der letzte Schulunterricht in Bockenrod von dem Lehrer Leonhard Giegerich gehalten und die Schule für immer geschlossen.
Am 1. Dezember 1900 fand in ganz Deutschland ein Volkszählung statt. In Bockenrod wurden 165 Einwohner (80 männliche und 85 weibliche) gezählt.
Bei der Volkszählung im Dezember 1910 zählte Bockenrod 145 Einwohner.
Anfang Mai 1909 wurde der Bau einer Wasserleitung beschlossen, die im Oktober 1909 fertiggestellt war und 55.000 Mark kostete.
Bekanntmachung aus dem „Centralanzeiger für den Odenwald“ (Erbacher Kreisblatt):

„Mit den Posthilfstellen in Bockenrod, Unter-Ostern und Rohrbach (Kr. Erbach i.O.) sind Telegraphenanstalten nebst öffentlicher Sprechstelle und Unfallmeldestelle vereinigt worden. Darmstadt, 28. Mai 1907. Kaiserliche Ober-Postdirektion. J. P. Dingeldey.“

Bis zum 31. Dezember 1918 wurden 18 Männer aus Bockenrod zum Kriegsdienst eingezogen. Sechs Soldaten aus Bockenrod sind im Ersten Weltkrieg gefallen oder an den Kriegsfolgen gestorben: Sebastian Arras, Adam Bräunig, Georg Adam Götz, Johannes Gräber II, Johannes Hoffarth und Adam Steiger (Quelle: Evangelischer Heimat Bote Reichelsheim). Ab April 1916 waren sechs gefangene Russen bei den Bauern in Bockenrod als Arbeiter tätig, die von einem Landsturmmann bewacht wurden.
Im November und Dezember 1919 wurden in Bockenrod die Leitungen für elektrisches Licht verlegt. Am Donnerstag, dem 18. Dezember 1919, abends 5 Uhr, brannten zum ersten Mal die elektrischen Lampen in Bockenrod.
Hessische Gebietsreform (1970–1977)
Zum 1. Februar 1971 wurde die bis dahin selbständige Gemeinde Bockenrod im Zuge der Gebietsreform in Hessen auf freiwilliger Basis in die Gemeinde Beerfurth eingegliedert, die am 1. August 1972 kraft Landesgesetz zur Gemeinde Reichelsheim i. Odw. kam.
Für Bockenrod sowie für die meisten im Zuge der Gebietsreform nach Reichelsheim  eingegliederten Gemeinden wurde ein Ortsbezirk gebildet.

### Verwaltungsgeschichte im Überblick
Die folgende Liste zeigt die Staaten und Verwaltungseinheiten, denen Bockenrod angehört(e):
- vor 1718: Heiliges Römisches Reich, Grafschaft Erbach, Amt Reichenberg
- ab 1718: Heiliges Römisches Reich, Grafschaft Erbach-Erbach, Anteil an der Grafschaft Erbach, Amt Reichenberg
- ab 1806: Großherzogtum Hessen (Souveränitätslande),[Anm. 2] Fürstentum Starkenburg, Amt Reichenberg (Standesherrschaft Erbach)
- ab 1815: Großherzogtum Hessen[Anm. 3] (Souveränitätslande), Provinz Starkenburg, Amt Reichenberg
- ab 1822: Großherzogtum Hessen, Provinz Starkenburg, Landratsbezirk Erbach[Anm. 4]
- ab 1848: Großherzogtum Hessen, Regierungsbezirk Erbach
- ab 1852: Großherzogtum Hessen, Provinz Starkenburg, Kreis Lindenfels
- ab 1867: Großherzogtum Hessen, Provinz Starkenburg, Kreis Erbach
- ab 1871: Deutsches Reich,[Anm. 5] Großherzogtum Hessen, Provinz Starkenburg, Kreis Erbach
- ab 1874: Deutsches Reich, Großherzogtum Hessen, Provinz Starkenburg, Kreis Erbach
- ab 1918: Deutsches Reich, Volksstaat Hessen,[Anm. 6] Provinz Starkenburg, Kreis Erbach
- ab 1938: Deutsches Reich, Volksstaat Hessen, Landkreis Erbach[11][Anm. 7]
- ab 1945: Deutsches Reich, Amerikanische Besatzungszone,[Anm. 8] Groß-Hessen, Regierungsbezirk Darmstadt, Landkreis Erbach
- ab 1946: Deutsches Reich, Amerikanische Besatzungszone, Land Hessen, Regierungsbezirk Darmstadt, Landkreis Erbach
- ab 1949: Bundesrepublik Deutschland, Land Hessen, Regierungsbezirk Darmstadt, Landkreis Erbach
- ab 1971: Bundesrepublik Deutschland, Land Hessen, Regierungsbezirk Darmstadt, Landkreis Erbach, Gemeinde Beerfurth[Anm. 9]
- ab 1972: Bundesrepublik Deutschland, Land Hessen, Regierungsbezirk Darmstadt, Odenwaldkreis, Gemeinde Reichelsheim[Anm. 10]

### Erzabbau
Georg Steiger, ein Lattenschnitter aus Bockenrod, entdeckte 1880 im Kohlwald bei Bockenrod ein reichhaltiges Erzlager, für das die Firma de Wendel aus Fohrbach in Lothringen die Abbaurechte erwarb. Von der Haltestelle Bockenrod aus ging eine Drahtseilbahn, die allein mit der Schwerkraft betrieben wurde, wobei sie eine volle Hängelore nach unten zog und zwei leere nach oben, zum heutigen Schießstand Vierstöck. In der Darmstädter Zeitung vom 28. April 1886 ist darüber folgendes zu lesen:
„Seit einigen Tagen befindet sich die von der Fa. Adolf Bleichert und Komp., Leipzig-Gohlis, nach ganz neuem System erbaute Drahtseilbahn in Betrieb, welche die Manganerze von den de Wendelschen Gruben an die Staatsstraße nach Bockenrod bringen soll. Die Länge der Bahn, an welcher beinah 3/4 Jahr mit zahlreichen Arbeitern gearbeitet wurde, beträgt 2200 Meter und sie besitzt eine Leistungsfähigkeit pro Tag von zirka 25 befrachteten Doppelwaggons (Eisenbahnwagen).“
Der Lehrer Heinrich Hallein aus Bockenrod schrieb in seiner Schulchronik:

„Mit dem 1. Oktober 1900 wurde das hiesige Manganerzbergwerk geschlossen, nachdem es 17 Jahre bestanden hatte. Die Ursache war die geringe Ausbeute an Mangan. Von der Gesellschaft de Wendel in Saarbrücken wurden die Einrichtungen und Maschinen nach Wald-Michelbach geschafft und die dortigen Manganerzlager in Angriff genommen.“

Von dieser Drahtseilbahn ist heute nichts mehr zu sehen. Was übrig geblieben ist, ist nur noch ein Name. Dort, auf halber Strecke zwischen Bockenrod und dem Schießstand, liegt ein landwirtschaftliches Gehöft, das im Volksmund „Droohtsaals“, sprich Drahtseilbahn, genannt wird, da die Seilbahn direkt an diesem Hause vorbeiführte.
Die Haltestelle Bockenrod am Streckenkilometer 16,2 der Reinheim-Reichelsheimer-Eisenbahn war mit einer Wellblechhalle ausgestattet, die als Schalter- und Warteraum diente. Neben dem Bahnsteig war ein zusätzliches Ladegleis vorhanden.

## Bevölkerung

### Einwohnerentwicklung
- 1961: 136 evangelische (= 95,77 %), 6 katholische (= 4,23 %) Einwohner[3]

| Bockenrod: Einwohnerzahlen von 1829 bis 2011 | Bockenrod: Einwohnerzahlen von 1829 bis 2011 | Bockenrod: Einwohnerzahlen von 1829 bis 2011 | Bockenrod: Einwohnerzahlen von 1829 bis 2011 | Bockenrod: Einwohnerzahlen von 1829 bis 2011 |
| --- | -------------------------------------------- | -------------------------------------------- | -------------------------------------------- | -------------------------------------------- |
| Jahr |                                              |                                              |                                              | Einwohner                                    |
| 1829 | 1829                                         |                                              | 105                                          | 105                                          |
| 1834 | 1834                                         |                                              | 120                                          | 120                                          |
| 1840 | 1840                                         |                                              | 126                                          | 126                                          |
| 1846 | 1846                                         |                                              | 142                                          | 142                                          |
| 1852 | 1852                                         |                                              | 142                                          | 142                                          |
| 1858 | 1858                                         |                                              | 128                                          | 128                                          |
| 1864 | 1864                                         |                                              | 140                                          | 140                                          |
| 1871 | 1871                                         |                                              | 164                                          | 164                                          |
| 1875 | 1875                                         |                                              | 169                                          | 169                                          |
| 1885 | 1885                                         |                                              | 201                                          | 201                                          |
| 1895 | 1895                                         |                                              | 201                                          | 201                                          |
| 1905 | 1905                                         |                                              | 171                                          | 171                                          |
| 1910 | 1910                                         |                                              | 145                                          | 145                                          |
| 1925 | 1925                                         |                                              | 146                                          | 146                                          |
| 1939 | 1939                                         |                                              | 132                                          | 132                                          |
| 1946 | 1946                                         |                                              | 172                                          | 172                                          |
| 1950 | 1950                                         |                                              | 167                                          | 167                                          |
| 1956 | 1956                                         |                                              | 147                                          | 147                                          |
| 1961 | 1961                                         |                                              | 142                                          | 142                                          |
| 1967 | 1967                                         |                                              | 148                                          | 148                                          |
| 1970 | 1970                                         |                                              | 140                                          | 140                                          |
| 1980 | 1980                                         |                                              | ?                                            | ?                                            |
| 1990 | 1990                                         |                                              | ?                                            | ?                                            |
| 2000 | 2000                                         |                                              | ?                                            | ?                                            |
| 2011 | 2011                                         |                                              | 135                                          | 135                                          |
| Datenquelle: Historisches Gemeindeverzeichnis für Hessen: Die Bevölkerung der Gemeinden 1834 bis 1967. Wiesbaden: Hessisches Statistisches Landesamt, 1968. Weitere Quellen: LAGIS; Zensus 2011 |                                              |                                              |                                              |                                              |

### Einwohnerstruktur 2011
Nach den Erhebungen des Zensus 2011 lebten am Stichtag dem 9. Mai 2011 in Bockenrod 135 Einwohner. Darunter waren 12 (8,9 %) Ausländer.
Nach dem Lebensalter waren 18 Einwohner unter 18 Jahren, 57 zwischen 18 und 49, 36 zwischen 50 und 64 und 24 Einwohner waren älter.
Die Einwohner lebten in 87 Haushalten. Davon waren 18 Singlehaushalte, 12 Paare ohne Kinder und 21 Paare mit Kindern, sowie 6 Alleinerziehende und keine Wohngemeinschaften. In 6 Haushalten lebten ausschließlich Senioren und in 42 Haushaltungen lebten keine Senioren.

## Politik
Ortsbeirat
Für Bockenrod besteht ein Ortsbezirk (Gebiete der ehemaligen Gemeinde Bockenrod) mit Ortsbeirat und Ortsvorsteher, nach Maßgabe der §§ 81 und 82 HGO und des Kommunalwahlgesetzes in der jeweils gültigen Fassung gebildet. Der Ortsbeirat besteht aus fünf Mitgliedern. Bei den Kommunalwahlen in Hessen 2021 betrug die Wahlbeteiligung zum Ortsbeirat Bockenrod 79,44 %. Dabei wurden gewählt: zwei Mitglieder der SPD und drei Mitglieder der Gemeinschaftsliste „CDU und Reichenbacher Wählergemeinschaft“ (CDU-RWG). Der Ortsbeirat wählte Simone Lohbrunner (CDU-RWG) zur Ortsvorsteherin.